# Clément Mesnard
Pour les articles homonymes, voir Mesnard.
Clément Balthazar Mesnard est un homme politique français et un ecclésiastique angevin né le 14 mai 1732 à Mûrs (Maine-et-Loire) et mort le 25 septembre 1807 à Angers (Maine-et-Loire).

## Biographie
Curé prieur d'Aubigné-Briand (parfois écrit Aubigny), il est député du clergé aux États généraux de 1789 pour la sénéchaussée de Saumur. L'almanach le donne comme curé constitutionnel d'Aubigné-Briand. Il se rallie à la majorité et prête serment en décembre 1790. Réfugié à Angers en juin 1793,il fut poursuivi par les Vendéens en 1794. Il reprit ses fonctions à Aubigné, après le concordat auquel il se soumit le 16 décembre 1802. 
Une enquête gouvernementale sur le clergé saumurois le désigne comme un ecclésiastique estimable et aimé dans le pays.